# Hoàng cung (manhwa)
Hoàng cung (Goong, "Palace Story") là một manhwa được vẽ và hoàn thành bởi tác giả Park So Hee. Tên Tiếng Anh là Princess Hours. Đây là một câu chuyện giả tưởng. Tính đến tháng 12 năm 2007, đã có 18 tập của bộ truyện này được phát hành ở Hàn Quốc. Và tính tới tháng 8 năm 2008, đã có 17 tập của bộ truyện này được phát hành ở Việt Nam do nhà xuất bản Kim Đồng mua bản quyền và phát hành. Vào ngày 30/7/2012, Nhà xuất bản Kim Đồng đã phát hành tập 27 và cũng là tập cuối của bộ truyện. Truyện còn có một tập ngoại truyện riêng biệt để kết thúc toàn bộ câu chuyện.
Goong được phát hành ở Bắc Mĩ bởi nhà xuất bản YenPess.

## Chủ đề
Hiện nay, một số nước Anh, Nhật… vẫn theo chế độ quân chủ lập hiến. Những người của Hoàng tộc sống trong những cung điện nguy nga, lộng lẫy và họ rất được dân chúng kính trọng. Nhưng cung điện của Hàn Quốc thì bị rơi vào lãng quên. Triều đại của vua và hoàng tộc đã sụp đổ trong cuộc chiến với Nhật Bản. Vì thế tác giả Park So Hee đã thử quay ngược thời gian. Giả sử Hàn Quốc vẫn tồn tại một hoàng gia với chế độ quân chủ như Anh và Nhật bây giờ. Nếu vậy những vị khách du lịch vẫn thường thấy ở cung GyeongBok và Changdeok như hiện nay sẽ được thay bằng những người lính gác cổng, các quan lại và nữ tì… ngày ngày ra vào cung. Hằng năm trong cung sẽ tổ chức những ngày lễ lớn. Các đài truyền hình sẽ tất bật làm việc để đưa tin hay tường thuật trực tiếp những buổi lễ đó. … Cung điện hoang vắng, lạnh lẽo của Hàn Quốc giờ là nơi ở của các thành viên trong hoàng tộc.

## Tóm tắt
Trong hoàng gia có một quy định. Khi thái tử tới 17 tuổi cũng là lúc phải lập gia thất để thái tử phi có thời gian học cách thích nghi với cuộc sống hoàng cung, thông thạo những luật lệ và quy định của hoàng cung. Thường thì thái tử phi là người đã được hoàng tộc quyết định từ trước, đó phải là cô gái trong trắng, thuần khiết cả về thể chất lẫn tâm hồn. Trừ khi là thái tử đã để ý một ai đó.. Lee Shin, là thái tử hiện tại trong câu chuyện, đã cầu hôn cô bạn Hyorin học cùng trường nhưng không thành. Do vậy, anh buộc phải lấy người mà Hoàng gia đã định, đó là cháu gái của một người bạn cũ của tiên đế, Shin Chae Gyeong. Trong khi đó, Lee Yul, một hoàng tử, anh họ của Lee Shin, vừa từ Anh quốc trở về. Đáng lẽ anh mới là Thái tử nhưng vì cha anh qua đời đột ngột nên anh đã cùng mẹ bỏ sang Anh quốc. Và cũng vì thế, đáng lẽ người mà Chae Gyeong được gả cho là Lee Yul chứ không phải Lee Shin.

## Trong phim
Hoàng Cung đã được dựng thành phim ở Hàn Quốc và rất nổi tiếng. Tuy nhiên khi phim làm xong thì truyện mới ra được 12 tập, không thể đợi tác giả viết xong rồi mới quay tiếp nên đạo diễn đã quyết định viết một kết thúc khác rồi quay tiếp. Theo đó kết thúc trong phim là Chae Gyeong đi lánh scandal ở Ma-cao, đồng thời kết hợp đi du lịch và học thạc sĩ về thiết kế. Shin nhường ngôi cho chị gái lên làm nữ hoàng, vua và hoàng hậu về quê sống, hoàng thái hậu đi từ thiện khắp nơi cùng Shin. Vào một ngày Shin đến thăm Chae Gyeong và cầu hôn cô (họ làm đám cưới ở một nhà thờ, kết hôn thực sự vì tình yêu chứ không phải vì hứa hôn). Đoạn kết thúc là Chae Gyeong có dấu hiệu nghén và trên tay con gấu Chae Gyeong là một con gấu con